# セルヴェト・チェティン
セルヴェト・チェティン（Servet Çetin、1981年3月17日 - ）は、トルコ・ウードゥル県トゥズルジャ出身の元プロサッカー選手、サッカー指導者。元トルコ代表。現役時代のポジションは、ディフェンダー。

## クラブ経歴
アマチュアクラブでプレーを始め、2001-02シーズンにギョズテペSKとプロ契約を結んだ。以降、トルコの複数クラブを渡り歩き、フェネルバフチェとガラタサライではリーグ優勝を経験した。
2015-16シーズン終了後にメルスィン・イドマン・ユルドゥを退団してから無所属の状態が続いている。

## 代表歴
U-17年代からトルコ代表に選出されている。2003年4月のチェコ戦でA代表デビュー。FIFAコンフェデレーションズカップ2003では2試合に出場した。2008年10月のボスニア・ヘルツェゴビナ戦ではゲームキャプテンを務めた。
UEFA EURO 2008では3試合に出場したが、負傷のため準決勝には出場しなかった。

### ゴール
| #  | 開催日         | 会場                               | 対戦国     | スコア | 結果 | 試合概要                      |
| -- | -------------- | ---------------------------------- | ---------- | ------ | ---- | ----------------------------- |
| 1. | 2007年9月8日   | Ta' Qali Stadium                   | マルタ     | 2–2    | 2–2  | UEFA EURO 2008予選            |
| 2. | 2009年8月12日  | ロバノフスキー・ディナモスタジアム | ウクライナ | 0–2    | 0–3  | 親善試合                      |
| 3. | 2009年10月14日 | Bursa Atatürk Stadium              | アルメニア | 2–0    | 2–0  | 2010 FIFAワールドカップ・予選 |

## タイトル
フェネルバフチェ
- スュペル・リグ (2): 2003–04, 2004–05

ガラタサライ
- スュペル・リグ (2): 2007–08, 2011–12
- テュルキエ・スュペル・クパス (1): 2007–08